# 호소학
호소학(湖沼學, limnology)이란 육수학의 한 분야로 호소의 여러 가지 성질을 종합적으로 연구하는 것을 목적으로 하는 과학이다. 그 범위는 지리학, 물리학, 지형학, 지질학, 기상학, 수리학, 화학, 열학, 광학, 생물학, 생태학 등 외에 역사, 항행, 어업에까지 이른다. 예를 들어 물리학적인 연구는 수위, 수온, 색, 투명도, 흐름 등의 연구를 들 수 있다.

## 역사
호소학의 역사는 스위스의 프랑수아 알퐁스 포렐이 선구이며 독일의 아우구스트 티네만과 스웨덴의 에이나르 나우만에 의해서 종합호소학이 체형을 갖추었다. 그 후 오스트리아의 프란츠 루트너 등 많은 학자들에 의해 전 세계의 호소가 조사되었다.

## 같이 보기
- 육수학
- 수문학